# No te puedo olvidar (álbum)
No te puedo olvidar es el decimotercer álbum como solista del cantante y compositor argentino de cuarteto Pelusa. Fue lanzado en 1992 por Estereo S.A. en disco de vinilo, casete y disco compacto, y distribuido por Distribuidora Belgrano Norte S.R.L.

## Lista de canciones
Lado A
1. «Viejo Lobo» (R. Domínguez, M. Calderón, J. Farías, E. Farías) – 3:02
2. «Dime» (D. López, M. Calderón, J. Farías, G. López) – 2:22
3. «Con táctica» (J. Derani, A. Barrientos, M. Calderón, J. Farías) – 2:50
4. «Aquella» (R. Domínguez, M. Calderón, J. Farías, E. Farías) – 3:50
5. «Esa mujer ocupará el primer lugar» (D.A.R.) – 3:44
6. «Hoy lo vas a ver» (R. Juncos, M. Calderón, J. Farías, G. López) – 3:18
7. «Una vez nada más» (J. Derani, Flores, M. Calderón, J. Farías) – 4:14

Lado B
1. «Aléjate mujer» (J. Derani, Flores, M. Calderón, J. Farías) – 2:37
2. «La mujer que yo amo» (D.A.R.) – 4:07
3. «Soy feliz» (D.A.R.) – 3:00
4. «Te vas amor» (D.A.R.) / «Pa' la montaña» (R. Juncos, M. Calderón, J. Farías) / «Ay mamá» (D. López, M. Calderón, J. Farías) – 6:54

## Créditos
- Programación de teclados: Santiago Pereson
- Guitarras: Humberto Sánchez
- Coros: Luis Novarino, Humberto Sánchez
- Técnico: Gabriel Braceras
- Arreglos base y vientos: Humberto Sánchez, Duilio López, Luis Novarino
- Producción general: "Caly Fa Producciones" Miguel Antonio Calderón, Juan Domingo Farías
- Grabado en: Estudio Hion, Bs. As., Argentina
- Pre-mezcla: Estudio Glumom, Córdoba, Argentina
- Asesoramiento y apoyo logístico: Emeterio Farías
- Fotografía tapa: Jean Claude
- Diseño gráfico: Norberto E. López

- Datos: Q107977775